# Françoise Maimone
Françoise Maimone est une dramaturge, metteuse en scène, comédienne et décoratrice française née le 10 janvier 1945.

## Biographie
De son vrai nom Aghavni Ayvayan, elle est issue de la diaspora arménienne et grandit en France. Elle suit une formation en arts plastiques auprès du peintre Bernezat aux Beaux-Arts de Valence. À l'issue d'études secondaires, elle est admise au Conservatoire d'art dramatique de Grenoble. En 1980, elle fonde et devient directrice artistique de la compagnie Françoise Maimone. Elle est ensuite directrice de deux salles à Villeurbanne : le Théâtre Gérard Philippe de 1990 à 2005 et le Théâtre Astrée de 2006 à 2014. Elle est l'épouse du musicien Gérard Maimone,.

## Pièces de théâtre (mises en scène)
Elle a mis en scène de nombreuses pièces,, dont
- 2019 : Paroles perdues, d'après Friedrich Nietzsche
- 2017 : Faustus 25 de Françoise Maimone[6]
- 2016 : Don Juan, raconté par lui-même, d'après Peter Handke[7]
- 2015 : Don Juan de Françoise Maimone[8]
- 2013 : Richard III de William Shakespeare[9]
- 2012 : Shakespearemania,  d'après William Shakespeare[10]
- 2011 : La Nuit d'Althusser de Simon Jallade[11]
- 2010 : Amphitryon de Heinrich von Kleist
- 2009 : Le Sous-sol de Fiodor Dostoïevski
- 2008 : Le Prince de Hombourg de Heinrich von Kleist
- 2006 : Le Misanthrope de Molière
- 2003 : Ivanov d’Anton Tchekhov
- 1996 : La Grammaire d’Eugène Labiche
- 1996 : Fantasio d’Alfred de Musset
- 1996 : Les Lettres à Anie Besnard d’Antonin Artaud
- 1993 : Le Rêve d'un homme ridicule de Fiodor Dostoïevski
- 1991 : Lulu de Frank Wedekind
- 1987 : Le Doux Oiseau de la jeunesse de Tennessee Williams
- 1985 : La Passion selon...,  d'après August Strindberg
- 1985 : L'Autre Fils de Luigi Pirandello
- 1985 : Aurélia de Gérard de Nerval
- 1983 : Macbeth de William Shakespeare
- 1982 : Maldoror d'après Lautréamont
- 1978 : Télex no 1, d'après Jean-Jacques Schuhl

## Ouvrages
- Sœur de la Nuit, 2005
- On l'appelle Mourad, Lyon, Jacques André, 2015, 101 p. (ISBN 978-2-7570-0330-5)